# Sächsische IIb
|                        |                             |  |  |  |
| Anzahl:                | 10                          |  |  |  |
| Hersteller:            | Hartmann, Chemnitz          |  |  |  |
| Indienststellung:      | 1856–1874                   |  |  |  |
| Ausmusterung:          | bis 1952                    |  |  |  |
| Achsformel:            | 1' B n2t                    |  |  |  |
| Länge über Puffer:     | 8.980 mm                    |  |  |  |
| Treibraddurchmesser:   | 1.370 mm / 1.390 mm         |  |  |  |
| Laufraddurchmesser:    | 765 mm / 805 mm             |  |  |  |
| Höchstgeschwindigkeit: | 50 km/h                     |  |  |  |
| Kesseldruck            | 7,0 bar / 8,5 bar           |  |  |  |
| Kolbenhub              | 560 mm                      |  |  |  |
| Zylinderdurchmesser    | 381 mm                      |  |  |  |
| Rostfläche             | 0,8 m² / 1,1 m²             |  |  |  |
| Verdampfungsheizfläche | 77,6 m² / 78,3 m² / 78,4 m² |  |  |  |
| Leistung               | k. A.                       |  |  |  |
| mittlere Achslast      | 13,4 / 13,5 / 14,7 t        |  |  |  |
| Lokreibungslast        | 26,7 / 26,9 / 29,4 t        |  |  |  |
| Lokdienstlast          | 32,5 / 34,0 / 37,4 t        |  |  |  |
| Bremsbauart            | verschiedene                |  |  |  |

Die Sächsische II b war eine Personenzugtenderlokomotive der Königlich Sächsischen Staatseisenbahnen. Gebaut wurden die Loks für die Chemnitz-Würschnitzer Eisenbahngesellschaft, welche 1882 von der Staatsbahn übernommen wurde.
Sie hatten einen halbrunden Stehkessel, einen Dampfdom mit Federwaagensicherheitsventil, einen waagerechten Außenzylinder, eine innenliegende Stephensonsteuerung und einen inneren Gabelrahmen. Bis 1865 hatten die Loks kein geschlossenes Führerhaus.